# Михайлов, Алексей Владимирович (пловец)
Алексей Владимирович Михайлов (род. 8 июля 1981 года) — мастер спорта России международного класса (подводный спорт; 2001).

## Карьера
- Чемпион России 2001, 2002, 2006 гг.
- Победитель Кубка мира 2006 г.
- Бронзовый призёр Чемпионата Европы 2001 г.
- Серебряный призёр Чемпионата мира 2002 г.
- Победитель Клубного Чемпионата Европы в составе команды клуба СКАТ ТГУ 2001, 2002, 2003, 2005 гг.
- Преподаватель ДЮСШ «Учебно-спортивный центр водных видов спорта имени В. А. Шевелева» г. Томска